# Jean-Michel Tchissoukou
Jean-Michel Tchissoukou (1942-1987)
Cineasta congolês nascido em Ponta Negra em 1942. Em Paris, estudou cinema no Instituto Nacional do Audiovisual (INA) e na Agência de Cooperação Radiofónica (OCORA). 
Trabalhou para o canal de televisão nacional do Congo durante 10 anos. 
A sua primeira curta-metragem Illusions, descreve o êxodo dos jovens do campo para as principais cidades no Congo.
Trabalhou como assistente em Sambizanga (1972) realizado por Sarah Maldoror.
A sua primeira longa-metragem, La Chapelle, 1979, foi premiada no Fespaco em 1981. Um filme sobre tensões religiosas no período colonial de 1930 entre a religião tradicional africana e a da Igreja Católica. M'Pongo / Les Lutteurs, 1982, é uma mistura de ficção e documentário, onde a cultura e a identidade congoleses são analisadas. 
Jean-Michel Tchissoukou é considerado o pai do cinema do Congo.

## Filmografia
| Filme   | Ano  |
| ------- | ---- |
| M'Pongo | 1982 |